# 3 (serviço do Metrô de Nova Iorque)

Serviço 3
(Seventh Avenue Express)

Serviço 3 (Seventh Avenue Express) é um dos serviços de trânsito rápido  (rotas) do metrô de Nova Yorque. Sobre os sinais de estações e de rota, e no mapa do metrô oficial deste serviço é marcado por uma etiqueta vermelha (), porque esta rota utiliza a linha IRT Broadway – Seventh Avenue Line. Este serviço tem 34 estações em operação.